# Мехабад
Мехаба́д (перс. مهاباد‎ — Mahâbâd, курд. مەھاباد — Mehabad, азерб. Məhəbad) — город в Иране, в остане Западный Азербайджан, административный центр шахрестана Мехабад, считающийся столицей Иранского Курдистана.
Большую часть населения составляют курды и до 1938 года город входил в состав провинции Курдистан. Мехабад расположен к югу от озера Урмия, в узкой долине 1,300 метров над уровнем моря, в северо-западной части Ирана.

## История
В начале I тыс. до н. э. район Мехабада был центром царства Манна. Потом был частью Мидии. В окрестностях города сохранились также вырубленные в скалах гробницы и другие памятники эпохи Сасанидов. Сам город до XX века носил имя Союгбулаг. Город был основан в XVI веке лидером курдского племени мукри Будак-Султаном, установившим в Саблаке свою резиденцию; княжество мукри просуществовало до середины XIX века, и с тех пор район известен у курдов как «Мукринский Курдистан».
В 1609—1610 годах район стал ареной борьбы мукринцев под предводительством «Золоторукого хана» (курд. - Хано Золоторукий, см.: Араб Шамилов. "Дым-Дым". 2-е изд. М. 1983) против шаха Аббаса I — события, воспетые в курдском эпосе «Крепость Дым-Дым». После победы шах Аббас подверг район разгрому и выселил многих мукринцев в Хорасан.
В конце 1912 года Союгбулак был оккупирован русскими и, при номинальном сохранении суверенитета шаха и власти местного губернатора, фактической властью в городе стал русский вице-консул. Во время Первой мировой войны несколько раз занимался то русскими, то турками; эти годы остались в памяти населения как время страшного бедствия.
В 1935 году город был разрушен наводнением, отстроен заново и получил нынешнее имя.
В 1941 году оккупирован Красной Армией, но вскоре оставлен, так что Мукринский Курдистан оказался нейтральной территорией между советской и британской зонами оккупации.
В 1946 году — столица Мехабадской Республики, провозглашенной 1 января 1946 года Мухаммедом Кази. Республика просуществовала до марта 1947 года, когда СССР прекратил поддерживать республику, шахские войска вошли в Мехабад и повесили Кази, остальные лидеры республики были также арестованы и казнены.
Во время иранской революции 1979 года контролировался Демократической партией Иранского Курдистана. 3 сентября 1979 года подвергнут бомбардировке и с боем захвачен Стражами исламской революции.
Летом 2005 года Мехабад стал ареной новых курдских волнений. В городе был убит (по официальной версии при попытке к бегству во время ареста) молодой курдский активист Шван Кадери, которого считали одним из организаторов демонстраций; его тело привязали к военному грузовику и проволокли через весь город. Ответом курдов было массовое восстание 26 июля, охватившее не только Мехабад, но и ещё 10 городов; государственные учреждения были разгромлены. В область было введено до 100 000 солдат, объявлено чрезвычайное положение и комендантский час. В октябре произошли новые демонстрации и столкновения с полицией, поводом к которым стал смертный приговор двум молодым курдам, обвинённым в убийстве полицейского офицера.

## Общие сведения

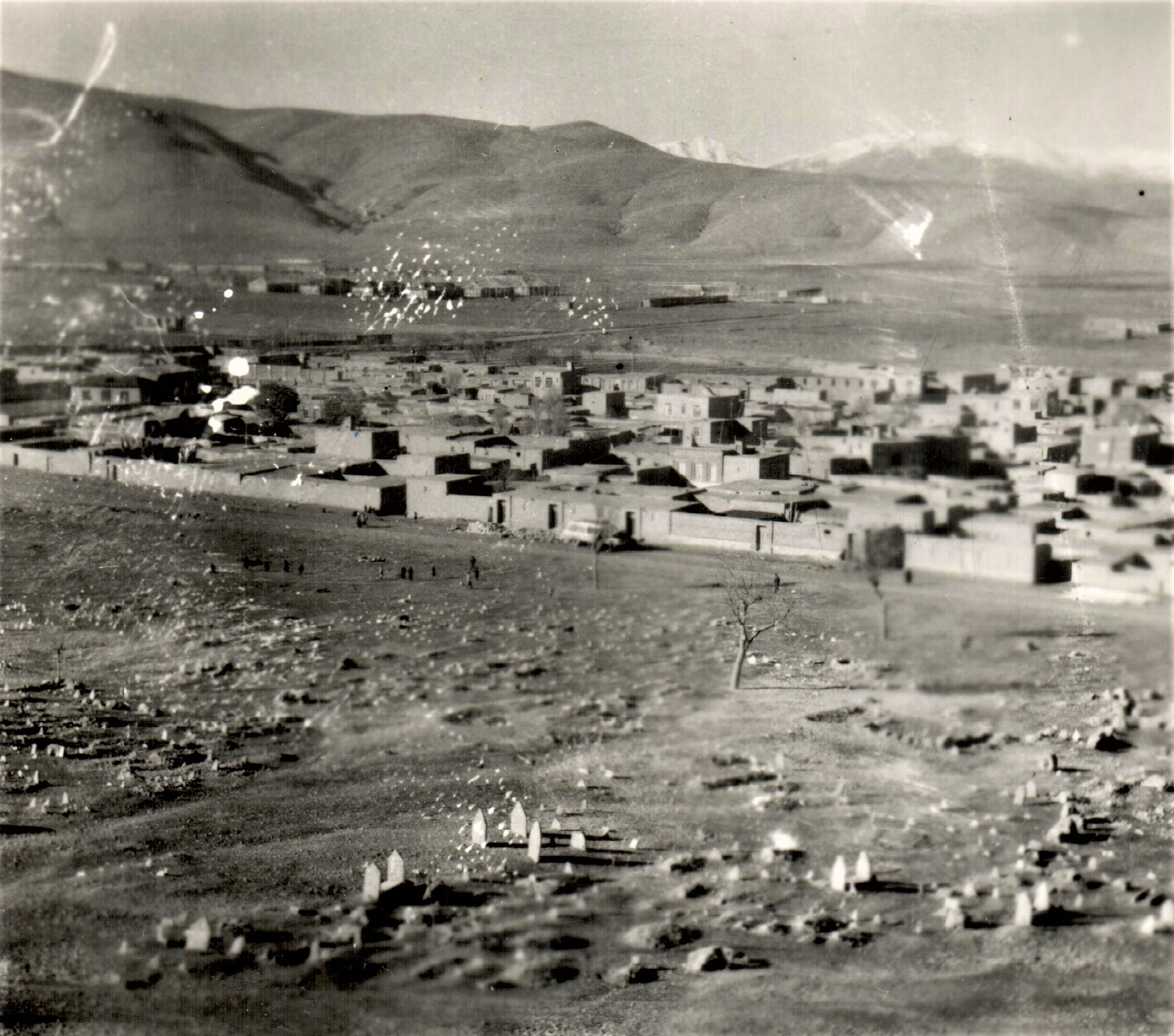
Мехабад (1959)

Население 162 тыс. чел. Аэропорт, университет («Мехабадский Исламский Университет»). Город находится на высоте 1300 метров и известен своим здоровым умеренным климатом и лечебными минеральными источниками.
Мехабад — культурный центр Иранского Курдистана. Говор Мехабада, относящийся к диалекту сорани, является литературным языком иранских курдов. В Мехабаде родились и писали такие известные среди курдов поэты, как Амин (Саид Мухаммед Амин Шейхо-аль-Ислам Мукри, 1920—1986), Хажар (Абдуррахман Шарафкан, 1920—1990) и другие.